# Cusco Fútbol Club
Cusco Fútbol Club (anteriormente llamado Real Garcilaso) es un club de fútbol peruano de la ciudad de Cusco, en el Departamento de Cusco. Fue fundado el 16 de julio de 2009, y participa en la máxima categoría del fútbol nacional, la Liga 1.

## Historia

### 2009: Fundación
Fue fundado el 16 de julio de 2009 bajo el nombre de Asociación Civil Real Atlético Garcilaso por una iniciativa de Julio Vásquez Granilla en la ciudad del Cusco. El club es uno de los equipos peruanos que cuenta con una sede institucional propia denominada Casa Dorada, ubicada en la urbanización Huancaro. En 2012 adquirió un terreno de 40 hectáreas en el distrito de Oropesa, donde viene construyendo su estadio y su sede social.

### 2009-2010: Primeras participaciones
En su primer año en la Segunda División Distrital del Cusco, salió campeón, con lo cual ascendió a la Primera División Distrital. El primer partido del cuadro celeste fue el 6 de septiembre de 2009, derrotando por 5-2 a Cedecam World Vision. De esta forma, podía participar en la Copa Perú.
Durante el año 2010 fue campeón distrital, provincial, y departamental del Cusco. En ese mismo año llegó hasta la Etapa Nacional de la Copa Perú, donde fue eliminado por el Sportivo Huracán de Arequipa.

### 2011: Campeón de la Copa Perú y el ascenso
Previo al inicio de su participación en la Copa Perú, los celestes disputaron el Torneo Intermedio, en donde llegaron hasta los cuartos de final siendo eliminados por Sport Áncash. Sin embargo eliminaron a equipos importantes como el Deportivo Garcilaso, Cienciano y Universidad Técnica de Cajamarca.
Inició su recorrido en la Copa Perú 2011 desde la Etapa Regional, ya que el año anterior había sido eliminado en la Etapa Nacional. En su grupo, quedó primero y accedió a la Etapa Nacional por segunda vez en su historia.
Inició la Etapa Nacional eliminando al Unión Minas de Orcopampa luego de empatar 0-0 en Orcopampa y ganar 4-2 en Cusco. Después eliminó al equipo que lo dejó fuera de carrera el año anterior, Sportivo Huracán, por un global de 3-2: ganó 3-0 en Cusco y perdió 2-0 en Arequipa. En semifinales, superó al Alianza Universidad por un marcador global de 4-3, luego de ganar 2-0 en Cusco y caer por 3-2 en Huánuco. En la final, se coronó campeón en el Estadio Alberto Gallardo de Lima, tras caer 1-0 ante Pacífico FC y haber ganado 3-1 en Cusco. De esta forma Real Garcilaso accedió por primera vez a la Primera División del Perú.

### 2012: Subcampeón Nacional en su debut profesional
Inicia su participación en el Campeonato Descentralizado 2012 bajo la conducción técnica de Fredy García. Culminó las 44 fechas con 82 puntos: 24 partidos ganados, 10 empates y 10 derrotas, quedando primero en la Liguilla B que le dio el derecho a jugar los Play-Off frente a Sporting Cristal.
El partido de ida, jugado en el Estadio Inca Garcilaso de la Vega lo ganó Sporting Cristal con gol de Junior Ross. El partido de vuelta, jugado en el Estadio Nacional fue ganado nuevamente por los cerveceros por la mínima diferencia. Es así como La Máquina Celeste obtiene el subcampeonato de la Copa Movistar y la clasificación, por primera vez en su historia, a la máxima cita continental: la Copa Libertadores 2013.

### 2013: Una campaña memorable

#### Copa Libertadores 2013
Inició su participación en la Copa Libertadores 2013 en el grupo 6 junto con Cerro Porteño, Independiente Santa Fe y Deportes Tolima. El primer partido de fase de grupos fue un empate de local ante Independiente Santa Fe. En lo que significó su segundo partido en la Copa Libertadores y el primero en el exterior, Real Garcilaso logró un importante triunfo ante Cerro Porteño. En lo que significó su segundo partido en el exterior Real Garcilaso vuelve a hacer historia al ganarle a Deportes Tolima.
Luego de caer goleado 3-0 en Cusco por Deportes Tolima, el equipo de Petróleo García se repuso y muestra de ello fue la goleada por 5-1 que le propinó a Cerro Porteño. En el último partido de la fase de grupos Real Garcilaso perdió con Independiente Santa Fe, a pesar de la derrota el equipo cusqueño se clasificó a los octavos de final de la Copa Libertadores con diez puntos.
En octavos de final, en el partido de ida, venció al Nacional de Montevideo por 1-0 en el Cusco, con gol de Rolando Bogado. En el partido de vuelta, jugado en el mítico Centenario, el equipo charrúa venció al equipo incaico por la mínima diferencia. Dada la igualdad a 1 en el global, para lograr al desempate, se fueron a los tiros penales directamente, sin jugarse ningún tiempo suplementario. El resultado fue 4-1 a favor de Real Garcilaso. De esta manera, el equipo revelación de esta edición del torneo continental, avanzó a cuartos de final.
En cuartos de final, la ciudad imperial del Cusco vio caer al Real Garcilaso por 1-3 ante el Independiente Santa Fe en el partido de ida. En el partido de vuelta jugado en Bogotá, fue ganado nuevamente por el equipo colombiano por 2-0, de esta manera finaliza su participación en la Copa Libertadores 2013 quedando entre los ocho mejores equipos de Sudamérica.

#### Subcampeón Nacional 2013
Inicia su participación en el Campeonato Descentralizado 2013 bajo la conducción técnica de Fredy García. Culminó las 44 fechas con 77 puntos: 22 partidos ganados, 12 empates y 10 derrotas, quedando primero en la Liguilla A que le dio el derecho a jugar nuevamente los Play-Off frente a Universitario.
El partido de ida, jugado en el Estadio Municipal de Espinar ubicado en Yauri lo ganó Real Garcilaso 3-2.
El partido de vuelta, jugado en el Estadio Monumental lo ganó Universitario 3-0.
El tercer partido se jugó en el Estadio Huancayo donde el Club merengue se lleva el título en penales por 5-4, después de empatar 1-1 en el tiempo reglamentario.
Es así como La Máquina Celeste obtiene nuevamente el subcampeonato de la Copa Movistar y la clasificación a la Copa Libertadores 2014.
Según el ranking de clubes de la IFFHS, el club Real Garcilaso fue el mejor equipo peruano entre 2012 y 2013. Su puesto a nivel mundial en el 2013 fue el 103.

### 2014-2016: Campañas regulares
Para la Copa Libertadores 2014 quedó emparejado en el Grupo 5 junto a Defensor Sporting, Cruzeiro y la Universidad de Chile iniciando con una victoria 2-1 ante Cruzeiro siendo esta una hazaña que no pudieron lograron repetir en sus siguientes partidos al final con solo 3 puntos fueron eliminados, todos sus partidos los jugó en la ciudad de Huancayo. Entretanto en el Campeonato Descentralizado 2014, no tendría una campaña esperable y culminarían en la décima posición, quedándose fuera de cualquier torneo internacional por primera vez en su instancia en la Primera División.  
En el Campeonato Descentralizado 2015 levantarían cabeza bajo la conducción del uruguayo Tabaré Silva, acabando en la cuarta posición del Torneo Apertura y en la segunda posición en el Torneo Clausura. Clasifican a los play-offs del torneo desde la tercera casilla del acumulado, su rival en las semifinales fue Melgar, no obstante caerían 0-5 en el global contra dicho rival. Se jugó una definición por el tercer puesto entre Real Garcilaso y la Universidad César Vallejo para determinar quien clasificaba a la fase preliminar de la Copa Libertadores y a la primera fase de la Copa Sudamericana; el equipo cuzqueño finalmente cae 0-4 en el global y de esa forma se debía conformar con la Copa Sudamericana.
Para la temporada 2016 se contrata al entrenador Wilmar Valencia. Tras el sorteo de la Copa Sudamericana 2016, se determino que el rival del Real Garcilaso en la primera fase seria el Aucas de Ecuador, ya en el encuentro, pierde 2-1 en condición de visitante y gana 1-0 en condición de local, empatando 2-2 en el global, sin embargo, el equipo cuzqueño logra avanzar tras la regla del gol visitante; en la segunda fase su rival fue el Palestino de Chile, aquí no tendría la misma suerte tras empatar 2-2 de local y caer 1-0 de visita, quedando eliminado por un 3-2 global. En el Campeonato Descentralizado 2016 bajaría su rendimiento a comparación del año pasado y culminaría octavo en el Torneo Apertura, en el Torneo Clausura lo haría en la duodécima posición y en la Liguilla A en la quinta casilla, acabando nuevamente fuera de cualquier torneo internacional desde el puesto noveno del acumulado.

### 2017: Subcampeón Nacional por tercera ocasión
En el 2017 tras acabar su participación en el Torneo de Verano decidieron cambiar de técnico por lo que contrataron al argentino Marcelo Grioni con el que comenzaron el Torneo Apertura. Tras una apretada tabla donde Real Garcilaso estaba segundo un fallo de la Comisión de Justicia de la FPF por la mala inscripción del jugador Carlos Neumann lo dejó cuarto. El equipo llegó a la última fecha con chances de ganar el título, debía que ganarle a Universidad San Martín; sin embargo empataron 2-2 mientras que Alianza Lima empató con Comerciantes Unidos 0-0. La diferencia de goles los dejó segundos, tras acabar el Apertura. La suerte no cambio en el Torneo Clausura donde se tenía que esperar un tropiezo en la última fecha de Alianza Lima; sin embargo esto no sucedió y el club fue, finalmente, subcampeón nacional nuevamente.

### 2018-2019: Nuevas campañas regulares
Tras acabar como subcampeón del Campeonato Descentralizado 2017, el club es ubicado en el Grupo F de la Copa Libertadores 2018, compartiéndolo con Santos, Estudiantes (LP) y el ganador de la Fase 3 (Nacional); tendría una campaña irregular en esta edición del torneo, ganando apenas un partido (2-0 contra Santos de local) y cosechando 3 empates, finalizando como colista del grupo con 6 puntos. Ya en el Campeonato Descentralizado 2018, terminan quintos del Grupo B del Torneo de Verano, terceros en el Torneo Apertura y octavos en el Torneo Clausura, finalizando su participación en la cuarta posición de la tabla acumulada, y por ende, una nueva clasificación a la Copa Libertadores desde la Fase 1 preliminar.
Luego del sorteo de la Copa Libertadores 2019, se determino que el rival del Real Garcilaso en la Fase 1 sería el Deportivo La Guaira de Venezuela; en la llave caerían 1-0 de visitante y de local iban ganando 2-0 hasta los descuentos, donde un grosero error en la defensa desencadenó el descuento de La Guaira, lo cual les costo la clasificación por la regla del gol visitante. Ya en la Primera División, que desde aquel año pasaría a llamarse Liga 1 2019, culminaron el Torneo Apertura en la sexta casilla, mientras que en el Torneo Clausura en la undécima casilla, clasificarían ajustadamente a la Copa Sudamericana desde la séptima posición del acumulado.

### 2020: Cambio de nombre
El 23 de diciembre del 2019, para evitar conflictos con Deportivo Garcilaso, la dirigencia decidió el cambio de nombre a Cusco Fútbol Club para su participación en la Liga 1 2020. Además, cambiaron su localía a la ciudad de Sicuani, aunque no pudieron desenvolverse allí por mucho tiempo, ya que la pandemia de COVID-19 obligó a todos los equipos a jugar en Lima.
Su primera participación internacional bajo este nombre sería la Copa Sudamericana 2019, donde su rival fue el Audax Italiano de Chile, rival con el cual caería con un global 2-3 en su contra tras ganar 2-0 en la ida y caer 0-3 de visita, quedando eliminado tempranamente del torneo. Volviendo a la Liga 1 2020, tras la vuelta por la pandemia el cuadro cuzqueño haría una pobre campaña en la Fase 1 tras finalizar en la casilla decimoquinta, pero lograría recuperarse un poco en la Liguilla B de la Fase 2 tras culminar cuarto, sin embargo, no sería suficiente para clasificar a un torneo internacional en la tabla acumulada.

### 2021: Descenso a Liga 2
En la Liga 1 2021, se confirmó su descenso a la Segunda División, aquel año haría la peor campaña en lo que va de su historia; en la Fase 1 de la Liguilla B quedarían séptimos donde cosecharían apenas 8 puntos en 9 partidos jugados, en la Fase 2 la historia sería similar aunque intentaron levantarse en las fechas finales. Cusco llegó al último partido obligado a ganar frente a Sport Huancayo; dicho encuentro, consigue vencer 2-1 y en ese momento se lograba mantener la categoría, quedando en la posición 14 con 25 puntos con una diferencia mayor de gol.
No obstante, Binacional y la Universidad San Martín, clubes que un principio perdieron la categoría esa temporada, fueron al TAS tras verse como terceros afectados en unas irregularidades en el partido de los cusqueños con Cienciano que la FPF dio por resultado 3-0 a favor de Cusco debido a una supuesta mala inscripción del futbolista Mathías Carpio. Finalmente el 20 de enero de 2022, el TAS falló a favor de los clubes mencionados, dando por mantenido el resultado como había culminado el encuentro (2-2). Esto provocó una modificación en la tabla acumulada de la edición 2021, quitándole 2 puntos a los imperiales, bajando a la penúltima posición con 23 puntos y perdiendo automáticamente la categoría. Con lo que se determino que Binacional y posteriormente la USMP permanecían en la Liga 1, mientras que el cuadro cuzqueño afrontaría la Liga 2 para la temporada 2022.

### 2022: Campeón de la Liga 2 y el regreso a la Liga 1
Entonces empezó su camino en la Liga 2 2022 bajo la conducción del uruguayo Pablo Peirano, donde haría una excelente campaña llevándose primeramente el Torneo Apertura donde solo había perdido una vez en la primera fecha contra Unión Comercio 1-0 (principal rival que le daría pelea al título durante todo el campeonato), al final consigue dicho título al vencer 3-2 a Comerciantes Unidos en la última fecha. Luego en el Torneo Clausura quedaría invicto, hasta que finalmente se concretó su regreso a la máxima categoría del fútbol peruano tras vencer 2-1 a Alianza Universidad en el Estadio Inca Garcilaso de la Vega a una fecha de que culminara el campeonato, de esta manera se convierte automáticamente en el campeón de la Segunda División tras obtener los 2 títulos.

### 2023-Act: Nueva instancia en Liga 1
Así es como, tras una temporada de ausencia, el cuadro imperial volvía a decir presente en la máxima categoría. En la Liga 1 2023 empezaría con buen ritmo luchando los primeros puestos, culminando en la cuarta posición del Torneo Apertura. Sin embargo, en el Torneo Clausura sería lo contrario, pues se desinflarían al punto de quedar a mitad de tabla, esto trajo como consecuencia la salida de Pablo Peirano y la llegada de Luis Flores Villena al mando del club. Finalmente culminan en la decimotercera casilla del Torneo Clausura, a su vez en la novena casilla del acumulado con 50 puntos, quedando tan solamente a un punto de clasificar a la Copa Sudamericana.
Para la Liga 1 2024, se reforzarían bajo el mando del argentino Miguel Rondelli. En el Torneo Apertura se mantuvo entre los primeros 10 lugares, culminando en la quinta posición de la misma. El Torneo Clausura sería similar, pues se mantuvieron peleando el cupo a los torneos internaciones, finalmente culminan en la sexta posición del mismo para finalizar su participación en la quinta posición de la tabla acumulada con 60 puntos, lo que dio como resultado, una clasificación a la Copa Sudamericana, su primer torneo internacional en 5 años.
Una vez dado el sorteo de la Copa Sudamericana 2025, se determino que su rival en la fase preliminar sería el Atlético Grau.

## Estadio
El Estadio Inca Garcilaso de la Vega se ubica en la ciudad del Cusco a 3366 m s. n. m. Es propiedad del Instituto Peruano del Deporte y en él juega sus partidos de local el club Cusco FC. Asimismo se realiza los partidos de local para el Deportivo Garcilaso y el club Cienciano.
Fue inaugurado en 1950 y tuvo un aforo para 22 000 espectadores, sin embargo, con ocasión de la realización de la Copa América 2004 en el Perú, el estadio fue ampliado a su capacidad actual de 42 056 espectadores.
El cuadro Dorado (antes Real Garcilaso) jugó de local sus encuentros ahí y como alternativa por el Descentralizado en el Estadio Municipal de Urcos entre el 2013 y 2014, así como en el Estadio Túpac Amaru durante parte del 2017 y donde ejerció su localía en 2020 antes de la pandemia.

### Complejo Deportivo Cusco FC - Oropesa
En junio de 2015, el club inauguró su complejo deportivo en el distrito de Oropeza, a 5 km de Cusco. El área cuenta con tres campos de fútbol dedicados a los entrenamientos del equipo mayor y de las divisiones menores, también tiene una zona techada denominada Casa Dorada, que cuenta con gimnasios, zona de concentración y área de prensa y reuniones. Con estas obras, el equipo se integró al reducido número de clubes (Sporting Cristal y Universitario) que tiene un complejo deportivo propio.

## Escudo
Real Garcilaso usó desde su fundación hasta el 2020 un escudo con una G en el medio y una corona en la parte superior. Para evitar conflictos con el Deportivo Garcilaso, otro club cuzqueño con un escudo y nombre similar, se optó por cambiar el nombre y escudo el 19 de enero de 2020.
El escudo actual tiene de fondo la majestuosidad de Machu Picchu, el sol naciente que era una deidad del imperio inca y un anillo de oro donde se encuentra su nombre y se inspira en la grandeza del tawantinsuyu (nombre del imperio en quechua).

## Uniforme
- Uniforme titular: Camiseta dorada con detalles blancos, short dorado, medias doradas.
- Uniforme alternativo: Camiseta negra con detalles dorados, short negro, medias negras.

#### Uniforme titular
Real Garcilaso
| 2011 | 2012 | 2013-2014 | 2015 | 2016 | 2016-2017 | 2018 | 2018 | 2019 |

Cusco FC
| 2020 | 2021 | 2022 | 2023 | 2024 | 2025 |

#### Uniforme visitante
Real Garcilaso
| 2012 | 2013 | 2014 | 2015 | 2016-2019 |

Cusco FC
| 2020 | 2021 | 2022 | 2023 | 2024 | 2025 |

#### Uniforme alternativo
Real Garcilaso
| 2013 | 2016 | 2016-2019 |

Cusco FC
| 2021 | 2023 | 2024 |

## Indumentaria y patrocinador
| Período   | Proveedor               | Logotipo |
| --------- | ----------------------- | -------- |
| 2009-2011 | Julio's Export & Import |          |
| 2012      | Walon                   |          |
| 2013-2014 | Marathon                |          |
| 2015-2022 | Walon                   |          |
| 2023-2024 | Lotto                   |          |
| 2025      | Adidas                  |          |

| Período    | Patrocinador            | Logotipo |
| ---------- | ----------------------- | -------- |
| 2009-2011  | Julio's Export & Import |          |
| 2012       | I-RUN                   |          |
| 2013-2015  | I-RUN Knup              |          |
| 2016       | Ninguno                 |          |
| 2017       | I-CAX                   |          |
| 2018-2022  | Caja Cusco              |          |
| 2023-2024. | Caja Cusco Doradobet    |          |
| 2025-act.  | Doradobet               |          |

Actualizado al 2024.
- Proveedor:  Adidas
- Patrocinador:  Doradobet
- Patrocinador:  Pepe nakamura
- Patrocinador:  Smart Fit
- Patrocinador:  O2 Medical Network
- Patrocinador:  ULTRA supermayorista
- Patrocinador:  Electrolight

## Datos del club
- Temporadas en 1.ª División: 12 (2012-2021, 2023 - presente)
- Temporadas en 2.ª División: 1 (2022)
- Mejor puesto en Primera División: 1.º (2013)
- Peor puesto en Primera División: 17.º (2021)
- Mejor puesto en Segunda División: 1.º (2022)
- Peor puesto en Segunda División: 1.º (2022)
- Mayor goleada conseguida:
  - En campeonatos nacionales de local: Real Garcilaso 14:0 Deportivo Maldonado (19 de octubre de 2011).[37][38]
  - En campeonatos nacionales de visita: 
    - Universitario 1:4 Real Garcilaso (1 de abril del 2015).
    - Deportivo Binacional 1:4 Real Garcilaso (11 de septiembre del 2018).
    - Humberto Luna 0:3 Real Garcilaso (12 de octubre de 2011).
    - Sporting Cristal 0:3 Real Garcilaso (6 de abril del 2014)[39][40]
    - Cultural Santa Rosa 0:3 Real Garcilaso (30 de junio del 2019).
    - Juan Aurich 0:3 Cusco FC (11 de septiembre del 2022).

  - En campeonatos internacionales de local: Real Garcilaso 5:1  Cerro Porteño (10 de abril del 2013).[17][18]
  - En campeonatos internacionales de visita:  Cerro Porteño 0:1 Real Garcilaso (21 de febrero del 2013),  Deportes Tolima 0:1 Real Garcilaso (26 de febrero del 2013).
- Mayor goleada recibida:
  - En campeonatos nacionales de local: Real Garcilaso 0:4 Sporting Cristal (9 de agosto del 2015), Real Garcilaso 0:4 Melgar (9 de diciembre del 2015), Cusco FC 0:4 Carlos A. Mannucci (5 de octubre del 2020).
  - En campeonatos nacionales de visita: Defensor La Bocana 5:0 Real Garcilaso (14 de marzo del 2016).
  - En campeonatos internacionales de local: Real Garcilaso 0:3  Deportes Tolima (2 de abril del 2013).
  - En campeonatos internacionales de visita:  Nacional 4:0 Real Garcilaso (25 de abril del 2018).
- Máximo goleador:
  - Andy Pando (27 goles en Campeonato Descentralizado 2012)
- Participaciones internacionales:

| Torneo                           | Ediciones               |
| -------------------------------- | ----------------------- |
| Copa Libertadores de América (4) | 2013, 2014, 2018, 2019. |
| Copa Sudamericana (3)            | 2016, 2020, 2025.       |

### Por competición
| Torneo            | TJ | PJ | PG | PE | PP | GF | GC | DG  | Puntos | Mejor desempeño  |
| ----------------- | -- | -- | -- | -- | -- | -- | -- | --- | ------ | ---------------- |
| Copa Libertadores | 4  | 24 | 7  | 4  | 13 | 16 | 35 | -17 | 25     | Cuartos de final |
| Copa Sudamericana | 2  | 6  | 2  | 1  | 3  | 6  | 8  | -2  | 7      | Segunda fase     |
| Total             | 6  | 30 | 9  | 5  | 16 | 22 | 43 | -19 | 32     | —                |

Estadísticas actualizadas hasta la Copa Sudamericana 2020.

## Organigrama deportivo

### Plantilla y cuerpo técnico 2025
- Los equipos peruanos pueden tener un máximo de cinco jugadores extranjeros. Si un jugador extranjero se nacionaliza a mitad del campeonato, seguirá contando como tal.
  - Pierre da Silva posee la doble nacionalidad estadounidense y peruana.

#### Altas y bajas 2025
| Altas   | Altas    | Altas       | Altas | Altas |
| Jugador | Posición | Procedencia | Tipo  |       |
| ------- | -------- | ----------- | ----- | ----- |

| Bajas   | Bajas    | Bajas   | Bajas |
| Jugador | Posición | Destino | Tipo  |
| ------- | -------- | ------- | ----- |

### Máximos Goleadores
| N.º | Jugador         | Goles |
| --- | --------------- | ----- |
| 1°  | Danilo Carando  | 61    |
| 2°  | Alfredo Ramúa   | 59    |
| 3°  | Ramón Rodríguez | 40    |
| 4°  | Andy Pando      | 27    |
| 5°  | Mauricio Montes | 24    |

### Goleadores en Primera División
En su primer año en Primera División, Real Garcilaso tuvo entre sus filas al goleador del campeonato peruano.
| Año  | Goleador   | Goles |
| ---- | ---------- | ----- |
| 2012 | Andy Pando | 27    |

### Goleadores en Segunda División
En su única participación en Segunda División, Cusco FC tuvo en sus filas al goleador del campeonato.
| Año  | Goleador     | Goles |
| ---- | ------------ | ----- |
| 2022 | José Fajardo | 14    |

## Entrenadores
| Nombre             | Año         |
| ------------------ | ----------- |
| Milton Sequeiros   | 2009        |
| Roberto Arrelucea  | 2010        |
| Fredy García       | 2011 - 2014 |
| Luis Flores        | 2014        |
| Mariano Soso       | 2015        |
| Tabaré Silva       | 2015        |
| Jorge Espejo       | 2016        |
| Wilmar Valencia    | 2016        |
| Duilio Cisneros    | 2017        |
| Gustavo Coronel    | 2017        |
| Marcelo Grioni     | 2017        |
| Óscar Ibáñez       | 2018        |
| Tabaré Silva       | 2018        |
| Héctor Tapia       | 2019        |
| Juan Reynoso       | 2019        |
| Javier Arce        | 2019 - 2020 |
| Carlos Ramacciotti | 2020        |
| Francisco Melgar   | 2020        |
| Carlos Ramacciotti | 2021        |
| Claudio Vivas      | 2021        |
| Marcelo Grioni     | 2021        |
| Marcelo Grioni     | 2022        |
| Pablo Peirano      | 2022        |
| Pablo Peirano      | 2023        |
| Miguel Rondelli    | 2024 - act. |

## Palmarés

### Torneos nacionales
| Competición nacional                   | Títulos | Subcampeonatos    |
| -------------------------------------- | ------- | ----------------- |
| Primera División del Perú (0/3)        |         | 2012, 2013, 2017. |
| Torneo Apertura (0/1)                  |         | 2017.             |
| Torneo Clausura (0/2)                  |         | 2015, 2017.       |
| Segunda División del Perú (1/0)        | 2022.   |                   |
| Torneo Apertura Segunda División (1/0) | 2022.   |                   |
| Torneo Clausura Segunda División (1/0) | 2022.   |                   |
| Copa Perú (1/0)                        | 2011.   |                   |

### Torneos regionales
| Competición regional               | Títulos | Subcampeonatos |
| ---------------------------------- | ------- | -------------- |
| Etapa Regional - Región VIII (1/1) | 2011.   | 2010.          |
| Liga Departamental de Cusco (1/0)  | 2010.   |                |
| Liga Provincial de Cusco (1/0)     | 2010.   |                |
| Liga Distrital de Cusco (1/0)      | 2010.   |                |
| Segunda Distrital de Cusco (1/0)   | 2009.   |                |